# Rosalina Tuyuc

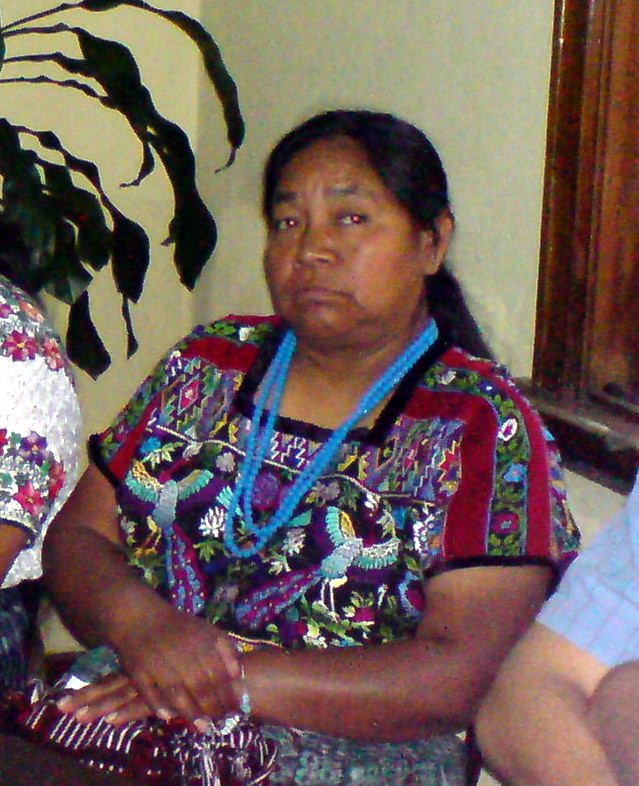
Rosalina Tuyuc en 2007

Rosalina Tuyuc Velásquez (nacida en San Juan Comalapa, departamento de Chimaltenango, 1956)
es un activista de derechos humanos guatemalteca. Fue elegida como diputada Congresal en 1995, por la lista nacional del Frente Democrático Nueva Guatemala y ejerció como vicepresidenta del Congreso durante aquel período. Tuyuc es Kaqchikel Mayan.
En junio de 1982 el ejército guatemalteco secuestró y asesinó a su padre, Francisco Tuyuc. Tres años más tarde, el 24 de mayo de 1985, su marido padeció el mismo destino. En 1988, fundó la Coordinadora Nacional de Viudas de Guatemala (CONAVIGUA). Actualmente es una de las principales organizaciones guatemaltecas de derechos humanos.
En 1994, Tuyuc fue premiada por la Orden Nacional de la Legión de Honor francesa por sus actividades humanitarias. El 6 de julio de 2004 el presidente Óscar Berger la nombró presidenta de la Comisión Nacional de Resarcimiento. En 2011, criticó públicamente a la comisión por su incapacidad para abordar adecuadamente el daño causado por la guerra.
La fundación por la paz Niwano de Japón le otorgó en 2012 el Niwano Premio de Paz a Tuyuc «en reconocimiento a su extraordinario y obstinado trabajo por la paz como una valiente activista y líder de los derechos humanos».